# Nikolaï Mikhaïlovitch Kotcherguine
Nikolaï Mikhaïlovitch Kotcherguine (en russe : Николай Михайлович Кочергин) est un affichiste, illustrateur et sculpteur russe né dans le petit village de Vsekhsviatskoe (ru) en Russie le 9 mai 1897 et mort le 10 mai 1974 à Léningrad.

## Biographie
Sur place, on ne reconnaîtrait pas son village natal car la conurbation moscovite ayant absorbé son territoire, volost ? , c'est en sortant de la station de métro Sokol (métro de Moscou), (sokol veut dire faucon) que l'on se trouverait près de son emplacement.
Après avoir suivi le cours normal des apprentissages dans une école rurale, il est rentré dans une école de la ville de Zamoskvoretchie où manifestant très tôt un goût prononcé pour les arts plastiques, et n'en n'ayant pas particulièrement pour les disciplines enseignées, il pratiquait l'école buissonnière et, pour satisfaire sa curiosité, allait, par exemple, au Musée Roumiantsev et à la Galerie Tretiakov.
Conformément à ses aspirations et à ses aptitudes, en 1908, il entre à l'Académie d'art et d'industrie Stroganov où son talent particulier pour la sculpture du bois lui permet d'accéder à la responsabilité de chef adjoint de l'atelier qui est consacré à cette activité. Il sculpte aussi pendant ses loisirs toutes sortes de créatures imaginaires, domovoïs, sorciers, etc., ce qui lui vient à l'esprit. Ainsi, en 1917, alors qu'il est vacances en Crimée, des amis lui demandent de sculpter un jeu d'échecs: il laisse momentanément crayons et pinceaux pour prendre gouges et ciseaux à bois avec lesquels il crée les pièces noires, des animaux dont la reine est une vache couronnée, les pièces blanches, des oiseaux dont des pélicans en sont les soldats. Maxime Gorki qui se trouvait être aussi en vacances non loin de là admirait beaucoup ce jeu. Après dix ans de formation, en 1918, il sort diplômé de cet établissement. Pendant l'été de la même année, il s'engage dans l'Armée rouge où très vite il est affecté à l'école de camouflage (VSHVM) et en octobre, il participe à la décoration de la place Sverdlov appelée depuis 1991 Place des Théâtres pour célébrer le 1er anniversaire de la Révolution d'Octobre. Ensuite le Comité exécutif central panrusse (ru) l'envoie suivre des cours pour agitateur et instructeur politique. Au cours de la Guerre civile russe, de 1918 à 1920, il dirige un atelier d'atelier d'affiches à Kharkov et organise une succursale de l'Agence télégraphique russe à Bakou pour réaliser des affiches, les fenêtres satiriques Rosta (ru) ainsi surnommées parce qu'elles étaient collées sur les vitrines. De même, en 1921, il poursuit en organisant une filiale caucasienne de Rosta à Tiflis, appelée Tbilissi à partir du 17 aout 1936. De retour à Moscou, Nikolaï Ilitch Podvoïski (ru) le place à un poste de responsabilité à l'Agitprop où il devient un des premiers maîtres de l'affiche politique.
Passionné par les Beaux-arts, il n'exerce pas seulement pour mettre en œuvre ce qu'il a appris au cours de ses études et à s'y tenir mais il essaie d'évoluer, de se remettre en cause, et pour développer ses connaissances il visite des galeries, consulte de la documentation et se procure des livres d'Art qui vont lui servir de documents pour son travail et, petit à petit, constituer l'une des plus importantes collections privées de Léningrad. 
La guerre civile terminée, à partir de 1922, il vit et travaille à Pétrograd ville appelée Léningrad à partir de 1924. Au début d'avril 1932, il fait partie des 206 artistes qui, à l'exposition «L'affiche au service du plan quinquennal» présentent 410 affiches à la Galerie Tretiakov. Membre de Association des artistes de la Russie révolutionnaire depuis 1923 il travaille pour des théâtres et en particulier le théâtre de marionnettes E. C. Demmeni (ru) dirigé par Evgueni Sergueïevitch Demmeni (ru). L'on peut encore y admirer des figurines qu'il a sculptées dans le bois, en 1936, pour le spectacle "Gulliver au pays des lilliputiens", qui n'ont pas quitté la scène pendant plus de 50 ans. Il est aussi employé par différents périodiques tels que  Ogoniok, Autour du Monde, Panorama Rouge (en russe : Красная панорама) et «L'Aventure à travers le monde» (ru), le journal Chantier, La Lutte des mondes, Eclaireur du monde (ru), Feu de joie (en russe : Кoстёр) et pour illustrer quelques livres, collabore avec Journal rouge (ru), La Jeune Garde (éditeur) (ru), Detguiz. 
Pendant la Grande Guerre patriotique, lors du Siège de Léningrad, enfermé depuis  le 8 septembre 1941 dans la ville où il travaille, il participe à la création d'une fenêtre Tass (ru). Publié par Art (maison d'édition) (ru), il réalise des affiches décrivant avec beaucoup de détails des scènes de la guerre pour encourager les soldats soviétiques dans le combat contre l'envahisseur : elles sont généralement peu colorées lorsqu'elles illustrent des scènes dramatiques mais très colorées lorsqu'elles représentent des épisodes victorieux. Il fait aussi partie de l'association créative crayon de combat (ru) qui produit des affiches de propagande et des dessins satiriques. Au printemps 1942, gravement malade, il est évacué avec sa famille par la Route de la vie sur la glace du Lac Ladoga pour être amené à Frounzé. La guerre terminée, en relation avec les faits dramatiques survenus dans la région de Léningrad pendant le conflit, il réalise des peintures imposantes, Notre Novgorod en 1946, Les Citoyens de Léningrad en 1948, La Prise du Palais d'Hiver une toile de 175 x 227 cm au Musée national des beaux-arts de Tcheliabinsk (ru). 
Dès 1945, son travail pour les journaux cités précédemment cesse et bien qu'il travaille brièvement pour d'autres revues : Léningrad (revue) (ru), Chercheur (almanach) (ru), Milice soviétique, qu'il crée des cartes postales, qu'il réalise d'autres affiches,  il se consacre presque entièrement à l'illustration de livres pour la jeunesse. Il va illustrer des contes ou des histoires souvent fantastiques avec des compositions qui fourmillent de détails, illuminées par des couleurs vives. Ainsi il va être publié par Kid (éditeur) (ru), Lenizdat (ru), la maison d'édition éducative et pédagogique d'Etat de la République socialiste soviétique de Biélorussie, la Maison d'édition de livres de Kouïbychev (ru) appelée Samara à partir de 1991, la maison d'édition de livres de Perm (ru) (appelée de 1940 à 1957 « maison d'édition du livre de Molotov » car la ville s'appelait Molotov à cette époque), Artel nouveau livre, La Pravda, L'Écrivain soviétique, la maison d'édition pédagogique Uchpedgiz (en russe : учебное издательство Учпедгиз), la maison d'édition de littérature en langues étrangères (ru), la maison d'éditions de livres à Koursk, probablement la presse de l'écrivain (kk), sans doute la livre (éditeur) (ba), la maison d'édition Carélie (ru) et presque tout le temps pour Detguiz. Des centaines de titres vont sortir des imprimeries et faire rêver les jeunes, les très jeunes soviétiques plongés dans ces histoires et leurs images chatoyantes. Celles-ci sont le résultat d'un travail de documentation à partir de livres et de voyages, sans qu'il sorte de la Russie, portant sur la nature, les coutumes, l'histoire, l'architecture, les intérieurs, les ustensiles, les costumes, la décoration et l'art. Ces illustrations ont été précédées de nombreux croquis en noir et blanc qui ont permis d'atteindre cette précision dans la représentation des équipements militaires, des bijoux, des vêtements, des animaux, surtout des chevaux, des personnages avec leurs gestes souples et leurs visages gracieux. Il faut aussi signaler le prodigieux rendu des mouvements et les efforts réalisés par l'artiste  pour illustrer tous ces livres dans le style artistique du pays d'où proviennent les récits. Naturellement ce style convenait parfaitement à la littérature enfantine et particulièrement aux contes et c'est sans doute là où il a le mieux réussi ; le nombre de rééditions et le volume des tirages en est une indication.
Comme l'atteste ci-dessous, la liste très incomplète de ses œuvres, beaucoup de titres sont ceux de contes russes ou d'autres pays, surtout orientaux et un autre groupe pourrait être celui des nombreux héros du folklore russe : Sviatogor, Dobrynia Nikititch, Sivko-Bourko, Tchoudo-Ioudo (ru), etc. Mais on a aussi fait appel à lui pour des ouvrages destinés aux enfants plus grands: Fiodor Lvovitch Kandyba (ru) pour L'Histoire d'un armurier en 1946, Elmar Grine (ru) pour Vent du sud en 1947, Viatcheslav A. Lebedev pour Transformateur de la nature en 1948, Vladimir Nikolaïevitch Grouslanov (ru) et Mikhaïl Lobodine pour L'Epée de Souvorov, Aleksandra Iossifovna Lioubarskaïa (ru) pour Kalevala en 1953 qui bénéficiera d'améliorations lors des rééditions, Roubine Issaïevitch Fraïerman (ru) pour Deux Pêcheurs et Nikolaï Eliseïevitch Choundik (ru) pour Dans le grand nord en 1955 et d'autres.
Son énorme travail va être distingué à plusieurs reprises; le 13 aout 1965, il devient, par décret du Présidium du soviet suprême de la république socialiste fédérative soviétique de Russie Artiste honoré de la RSFSR (ru).
Malgré l'activité d'autres illustrateurs de talent tels que Boris Aleksandrovitch Dekteriov (ru), Vladimir Mikhaïlovitch Konachevitch (ru), Tatiana Mavrina, Vladimir Alekseïevitch Milachevski (ru), Konstantin Roudakov, en 1967 il reçoit un diplôme lors du concours national de l'art du livre pour les illustrations du livre de poèmes de Sergueï Mikhalkov Conversation avec son fils et en 1970 il est à nouveau distingué lors du concours panrusse d'art du livre pour La Citrouille magique un conte vietnamien raconté par Wojciech Żukrowski (pl)
Au terme d'une courte maladie, il meurt le 10 mai 1974 à Saint-Pétersbourg.

## Œuvres

### Affiches
Quelques affiches visibles sur le net.
- 1919 : «L'ennemi est à nos portes. Tout le monde doit se lever pour défendre Pétrograd » 106 x 71 cm. L'ennemi est ici l'armée de Nikolaï Ioudenitch qui s'approchait de la ville.
- 1920 : «Wrangel arrive! Aux armes prolétaires!». 52 x 66,5 cm.
- 1920 : «À travers les ruines du capitalisme jusqu'à la fraternité mondiale des travailleurs». Affiche pour le 1er mai 1920. 68 x 53 cm.
- 1920 : «Se battre pour le carburant, se battre pour la révolution». 69,5 x 51,5 cm.
- 1920 : «Casques bleus anglais: de la façon dont nous avons tranquillement donné une leçon au bourgeois anglais épris de paix...». 71,4 x 48,3 cm.
- 1920 : «Aux compatriotes ukrainiens ». 53 x 69 cm[10].
- 1920 : «La dévastation et l'armée du travail». 53 x 71 cm.
- 1920 : «File d'attente pour Wrangel». 36 x 55 cm.
- 1925 : «Vive la fraternité de tous les peuples du Caucase». 92 X 64 cm.
- 1932 : «Les impérialistes préparent une attaque par mer. Nous renforcerons la défense des frontières maritimes de l'URSS». 74,4 x 54,6 cm.
- 1932 : «La bannière du léninisme, la bannière de la révolution prolétarienne internationale est encore plus haute». 75 x 108 cm.
- 1933 : «Prolétaires de tous les pays, unissez-vous sous la bannière du komintern pour la défense de l'URSS».
- 1941 : «Au paradis sur terre et en mer». 84 x 57 cm. (Antithèse : Il souhaite à l'envahisseur d'aller rapidement au paradis, de mourir, car selon la religion des soldats allemands c'est un endroit de félicité).
- 1941 : «De la chaleur, de la chaleur -Une baïonnette pour un couple...». 71,5 x 53,8 cm.
- 1941 : «J'ai pensé à une chose mais tout a basculé». 67,3 x 44,4 cm.
- 1941 : «À propos de la façon dont le pionnier Senia a conduit un saboteur au dépôt pétrolier: Senia a rencontré un inconnu dans la forêt qui a demandé à être emmené au dépôt pétrolier». 36 x 51 cm.
- 1941 : «Vive le 27e anniversaire de la grande révolution socialiste d'octobre».
- 1941 : Crayon de combat n°11. «Deux épisodes de combat». 52 x 35 cm.
- 1944 : «La Terre soviétique est enfin débarrassée des envahisseurs nazis». 85 x 59,5 cm.
- 1945 : «Vive notre armée rouge victorieuse! Mort aux envahisseurs allemands!». 73 x 53 cm.
- 1945 : «Aux plans d'eau, les sports nautiques fortifient le corps».
- 1945 : «En avant! À la défaite finale des envahisseurs allemands!». 56,5 x 87 cm.
- 1946 : «Gloire aux vainqueurs». 88 x 59 cm.
- 1963 : «Habitants de la Planète, célébrez la fête du lever de la bannière du travail et de la paix».

### Illustration de livres
Quelques travaux car la production est très importante et l'iconographie disponible sur le net très abondante. 
- Dans cette sélection, seuls sont signalés les livres dont les illustrations se trouvent à l'intérieur de l'ouvrage.
- Ceux, dont il a illustré seulement la couverture ne sont pas inscrits ni ceux qui ont été édités après sa disparition.
- On ne précise pas si dans les rééditions les illustrations de l'édition initiale ont été conservés, si Nikolaï Kotcherguine les a modifiés, si d'autres ont été ajoutées mais on sait que pour le Kalevala il a apporté beaucoup de transformations.

Tous les titres suivis par la lettre (D) ont été édités par Detskaïa literatoura, ceux suivis par la lettre (K) ont été édités par Kid, ceux suivis par la lette (L) ont été édités par Lenizdat.
- 1928 : Un yankee à la cour du roi Arthur de Mark Twain[11]
- 1930 : La Légende de la ville de Novo-Kiteje de Mikhaïl Efimovitch Zouïev-Ordynets édité par Journal rouge. Réédité en 1970 par (D)
- 1930 : Mes voyages par terre, mer et air de Zinaïda Vladimirovna Rikhter (ru)
- 1930 : Le Grondement du désert de Mikhaïl Efimovitch Zouïev-Ordynets (ru) édité par Jeune Garde
- 1941 : Fille de cavalerie de Nadejda Dourova (D)
- 1946 : En haute mer de Piotr Iossifovitch Kapitsa (ru) (D). Réédité en 1956 par (D), en 1965 par L'Écrivain soviétique
- 1948 : Dangereux fugitif de Emma Iossifovna Vygodskaïa (ru) par (D). En 1956, réédité avec Flamme de colère de la même auteure, dans le même volume par (D) et la même année édité par Maison d'édition du livre de Molotov , en 1960 Flamme de colère et Dangereux fugitif réédités ensemble par la maison d'édition éducative et pédagogique d'Etat de la République socialiste soviétique de Biélorussie, en 1963 par la maison d'éditions de livres à Koursk, en 1972 par (D)
- 1948 : Combat secret 2e histoire de la trilogie Tarentule de Guerman Ivanovitch Matveïev (ru) (D)
- 1950 : Chêne vert prés de Loukomorye d' Alexandre Pouchkine édité par la Société Pouchkine, réédité en 1956 par Artel nouveau livre.
- 1951 : Conte de fées chinois (D)
- 1951 : Enfants du paradis de la moutarde de N. Kalma (ru) (D)
- 1952 : Contes de fées coréens (D)
- 1952 : Flamme de colère d'Emma Iossifovna Vygodskaïa (L)
- 1953 : Kalevala, réédité en 1957 par (D), en 1967 par maison d'édition Carélie, en 1973 par (K)
- 1954 : Les Aventures du capitaine Hatteras de Jules Verne (D)
- 1954 : Cigogne jaune et Montagne du soleil, deux contes chinois par (D)
- 1954 : Contes mongols (D)
- 1954 : Frères Liu, contes de fées par Maison d'édition de livres de Kouïbychev, réédité en 1955 par (D)
- 1955 : Yoon-soo le têtu, cinq contes chinois (D)
- 1956 : Contes du Vietnam (D)
- 1956 : Bol magique, série de contes indiens (D)
- 1956 : Moineau, conte japonais. (D)
- 1957 : Les Chasseurs de plantes, Les Grimpeurs de rochers, Perdu dans l'océan. Une histoire d'aventure sur terre et sur mer de Thomas Mayne-Reid (D)
- 1957 : Le Petit Cheval bossu de Piotr Erchov édité par la maison d'édition de littérature en langues étrangères
- 1957 : Tarentule, 3e histoire de la trilogie Tarentule, de Guerman Ivanovitch Matveïev (D). Réédité en 1958 par, probablement, Livre (éditeur), par Presse de l'écrivain  et en 1959 avec les deux autres histoires de la trilogie (Chaînes vertes, Combat secret, Tarentula) par Uchpedgiz.
- 1957 : Contes de l'Inde (D)
- 1958 : Le Maroon: une histoire de Vaudou et d'Obeah, Le Cavalier sans tête de Thomas Mayne-Reid (D) réédité en 1968 par (D)
- 1959 : Contes des peuples d'Asie (D)
- 1961 :  Vole au-dessus de nous (D)
- 1962 : Le Héros russe Ilya Mouromets (D)
- 1962 : Contes folkloriques moldaves (D)
- 1963 : Ivan, un fils de paysan et un miracle de Tchoudo-Ioudo, conte folklorique russe édité par Maison d'édition Carélie
- 1966 : Contes des peuples d'Asie (D)
- 1966 : Petit-fils d'Éclair-Vert. Les Secrets du vieux carquois d'Ivan Fiodorovitch Pankine (ru) (D). Réédité en 1969 par (D)
- 1967 : Contes de peuples touvans (D)
- 1968 : Où mène l'allée des sphinx ? d'Inna Ivanovna Jernevskaïa et L. Laskina (D)
- 1968 : Au bord de l'eau de Shi Nai'an (D)
- 1969 : Bergeronnette de l'armée de Arkadi Markovitch Mlodik (ru) et Aleksandr Efimovitch Vlassov (ru) (D)
- 1969 : Rouslan et Ludmila d' Alexandre Pouchkine (D)
- 1969 : Une année de Iouri Guerman par L'Écrivain soviétique, filiale de Léningrad
- 1970 : La Citrouille magique conte vietnamien raconté par Wojciech Żukrowski (D)
- 1971 : Sur l'ordre du brochet (ru) d'Alexis Nikolaïevitch Tolstoï par (K), réédité en 1974 par (K)
- 1971 : Le Cerf blanc, conte folklorique letton (D)
- 1971 : Cavaliers russes de Pavel (Ilitch ?) Fedorov (K)
- 1972 : Vieille coquille de Nikolaï Andreïevitch Vnoukov (ru) (D)
- 1972 : Conte d'Ivan Tsarévitch et le loup gris (ru) de Viktor Moïsseïevitch Vajdaïev (ru) (K)
- 1972 : Bogatyrs d'Anatoli Vassilievitch Mitiaïev (ru) (D)
- 1972 : Contes folkloriques kurdes racontés par Arab Shamilov (D)
- 1973 : Conte d'Ivan le fou de Maxime Gorki (D)
- 1973 : La Bergère Anka, contes de Yougoslavie (D)
- 1974 : Voyage au soleil et Où le soleil se cache-t-il ? de Boris Aleksandrovitch Kostioukovski (ru) (D)
- 1974 : Contes folkoriques du Daghestan (D)
- 1974 : Bogatyrs russes. Littérature pour enfants racontés par Irina Karnaoukhova (D)